# Свети Николай (Кавала)
„Свети Николай“ (на гръцки: Ιερός Ναός Αγίου Νικολάου) е православна църква в град Кавала, Егейска Македония, Гърция, част от Филипийската, Неаполска и Тасоска епархия на Вселенската патриаршия. Храмът е построен като мюсюлмански храм в ΧVI век и носи името Ибрахим паша джамия. Превърнат е в църква в 1926 година.

## Местоположение
В Античността, когато градът носи името Неаполис, тук е имало вероятно малко езическо светилище в чест на женско божество. Светилището се е намирало приблизително там, където днес се издига камбанарията на църквата и мраморни елементи от него са вградени във външната зидария на християнската църква, главно в основата на сегашната камбанария. До църквата е мястото, където се смята, че Апостол Павел за пръв път е стъпил в Европа през 49 година. Там в 2000 година е издигнат паметник.
Превръщането на езическото светилище в християнски храм се приема че е станало след прекратяването на гоненията и християнизацията на жителите, може би през 312-342 година. От VI век, по времето на император Юстиниан, когато градът се е наричал Христуполис, датира изграждането на базиликата, посветена на апостол Павел, която е копие на „Свети Апостоли“ в Константинопол. Въз основа на археологическите данни до момента, великолепната византийска църква, поради своя размер и „апостоличност“, може да е била катедралата на Христуполис.
С овладяването на Христуполис през 1185 година норманите изравняват града и великолепната базилика. След като те напускат града, жителите, използвайки доста структурни и архитектурни елементи от по-ранните храмове, издигат малък храм, който да покрива нуждите от поклонение на града. Тази църква е трансформирана от 1204 до 1261 година в римокатолическа църква – може би на Свети Лазар – и след това отново в православна църква.
Завладяването в 1391 година на Христуполис от османците води до опустошаването на града и заселването му, след почти век, от турци, идващи от крепостта Кавала край Икония, които дават сегашното име на града. Ибрахим паша джамия е изградена в 1530 година или в средата на XVI век и носи името на великия везир Ибрахим паша Паргалъ. Джамията е централен мюсюлмански храм в Стария град и заема доминираща позиция на пазара, като част от голям комплекс от медресе, ханове и магазини.
Градът попада в Гърция в 1913 година и в 20-те години, по силата на Лозанския договор, мюсюлманското население е изселено и на негово място са заселени гърци бежанци, главно от Мала Азия и Понт. Джамията първоначално приютява бежанци, а след това - през 1926 или 1928 година отново е превърната в християнски храм, посветен на светеца покровител на моряците Свети Николай. Храмът е осветен в 1945 година. Старото минаре е надстроено като камбанария. Добавени са и параклисите „Свети Йоан Златоуст“ и „Свети Димитър“, както и пронаосът.